# Ctenaulis acutivalvis
Ctenaulis acutivalvis är en fjärilsart som beskrevs av Claude Herbulot 1954. Ctenaulis acutivalvis ingår i släktet Ctenaulis och familjen mätare. Inga underarter finns listade i Catalogue of Life.